# Chapelle-Agnon
Chapelle-Agnon – miejscowość i gmina we Francji, w regionie Owernia-Rodan-Alpy, w departamencie Puy-de-Dôme.
Według danych na rok 1990 gminę zamieszkiwało 449 osób, a gęstość zaludnienia wynosiła 17 osób/km² (wśród 1310 gmin Owernii Chapelle-Agnon plasuje się na 432. miejscu pod względem liczby ludności, natomiast pod względem powierzchni na miejscu 288.).